# Forsthaus Altkehdingen 29
Das ehemalige Forsthaus Altkehdingen 29 in der niedersächsischen Samtgemeinde Land Hadeln, Gemeinde Wingst, östlich des Ortes im Wald, im Landkreis Cuxhaven, stammt vom 20. Jahrhundert. Aktuell (2024) wird es als Wohnhaus und Kanzlei genutzt.
Das Gebäude steht unter Denkmalschutz (siehe auch Liste der Baudenkmale in Wingst).

## Geschichte und Beschreibung
Wingst wurde 1301 als Wingsthöhe erstmals erwähnt und als organisatorische Einheit Wingster District erst um 1770.
Das eingeschossige giebelständige Gebäude in Backstein und in Zierfachwerk mit Steinausfachungen und ziegelgedecktem Satteldach mit einem große Giebelrisalit wurde 1927 im Heimatschutzstil der 1920er Jahre gebaut. Die Giebel haben eine regionaltypische senkrechte Verbretterung im oberen Giebeldreieck.
Das Landesdenkmalamt befand u. a.: „… Architektur mit ortsüblichen Materialien in schlichter Kubatur … .“
Eine benachbarte hofbildprägende Scheune Altkehdingen 30 von um 1850 in Fachwerk mit Satteldach, Halbwalm und Querdurchfahrt steht unter Denkmalschutz.
Als Forsthaus Wingst oder auch Forsthaus am Dobrock, Hasenbeckallee 39, wird ein denkmalgeschütztes ehemaliges Bauern- und Fachwerkhaus bezeichnet, in dem sich heute ein Hotel und Restaurant befinden.